# Jean Manse
Jean Manse est un scénariste et parolier français né le 19 novembre 1899 à Marseille où il est mort le 25 août 1967 .

## Biographie
Jean Manse débute dans le cinéma au début des années trente en écrivant le scénario de La Terreur de la pampa, de Maurice Cammage. En 1938, il écrit les paroles des chansons du film Le Schpountz de Marcel Pagnol, sa première participation à un grand film à succès. Beau-frère de Fernandel, qui avait épousé en 1925 sa sœur Henriette Manse (1902-1984), il participe ensuite aux scénarios de la plupart des films que ce dernier tourne dans les années 1950, avec Jean Boyer (Sénéchal le magnifique), John Berry (Don Juan), Christian-Jaque (La loi, c'est la loi), Gilles Grangier (La Cuisine au beurre) et surtout Henri Verneuil, avec lequel Manse collabore sur La Vache et le Prisonnier, son plus gros succès.
En 1942 dans Simplet, réalisé par Fernandel avec l'aide de Carlo Rim, Jean Manse fait partie de la distribution dans le rôle du chef de cabinet du ministre joué par Carlo Rim. Il compose également la chanson du film On m'appelle Simplet.
En 1956, il a écrit les paroles des quatre chansons composées par Henri Betti qui sont chantées par Fernandel dans le film Honoré de Marseille. Une des quatre chansons, C'est Noël, avait été coupée au montage du film et la chanson fut ensuite enregistrée par Tino Rossi et Georges Guétary.

## Filmographie

### Comme scénariste
- 1932 : Quand tu nous tiens, amour de Maurice Cammage
- 1932 : La Terreur de la pampa de Maurice Cammage
- 1934 : Les Bleus de la marine de Maurice Cammage
- 1935 : Jim la Houlette d'André Berthomieu
- 1937 : Ignace de Pierre Colombier
- 1938 : Ernest le rebelle de Christian-Jaque
- 1939 : Berlingot et Compagnie de Fernand Rivers
- 1941 : Le Club des soupirants de Maurice Gleize
- 1942 : Simplet de Fernandel
- 1943 : La Bonne Étoile de Jean Boyer
- 1943 : Une vie de chien de Maurice Cammage
- 1943 : Ne le criez pas sur les toits de Jacques Daniel-Norman
- 1945 : Le Mystère Saint-Val de René Le Hénaff
- 1948 : Si ça peut vous faire plaisir de Jacques Daniel-Norman
- 1950 : Casimir de Richard Pottier
- 1950 : Uniformes et Grandes Manœuvres de René Le Hénaff
- 1951 : Boniface somnambule de Maurice Labro
- 1952 : Le Fruit défendu d'Henri Verneuil
- 1953 : L'Ennemi public numéro un d'Henri Verneuil
- 1953 : Le Boulanger de Valorgue d'Henri Verneuil
- 1954 : Le Mouton à cinq pattes d'Henri Verneuil
- 1955 : Le Printemps, l'Automne et l'Amour de Gilles Grangier
- 1956 : Honoré de Marseille de Maurice Regamey
- 1956 : Le Couturier de ces dames de Jean Boyer
- 1956 : Don Juan de John Berry
- 1957 : Sénéchal le magnifique de Jean Boyer
- 1957 : Le Chômeur de Clochemerle de Jean Boyer
- 1957 : La loi, c'est la loi de Christian-Jaque
- 1958 : Les Vignes du Seigneur de Jean Boyer
- 1959 : Le Confident de ces dames de Jean Boyer
- 1959 : Le Grand Chef d'Henri Verneuil
- 1959 : La Vache et le Prisonnier d'Henri Verneuil
- 1961 : Cocagne de Maurice Cloche
- 1961 : Dynamite Jack de Jean Bastia
- 1962 : En avant la musique (Strike Up the Band) de Georges Bianchi
- 1963 : Le Voyage à Biarritz de Gilles Grangier
- 1963 : Le Bon Roi Dagobert de Pierre Chevalier
- 1963 : La Cuisine au beurre de Gilles Grangier

### Parolier
- 1937 : François 1er de Christian-Jaque
- 1938 : Une de la cavalerie de Maurice Cammage
- 1938 : Ernest le rebelle de Christian-Jaque
- 1938 : Le Schpountz de Marcel Pagnol
- 1939 : Raphaël le tatoué de Christian-Jaque
- 1939 : Les Cinq Sous de Lavarède de Maurice Cammage
- 1949 : L'Héroïque Monsieur Boniface de Maurice Labro
- 1956 : Honoré de Marseille de Maurice Regamey

### Assistant réalisateur
- 1934 : Le Cavalier Lafleur de Pierre-Jean Ducis
- 1935 : Ferdinand le noceur de René Sti
- 1935 : Les Gaietés de la finance de Jack Forrester
- 1936 : Josette de Christian-Jaque
- 1936 : Un de la légion de Christian-Jaque
- 1937 : François Ier de Christian-Jaque